# Lispocephala obscura
Lispocephala obscura är en tvåvingeart som beskrevs av Hardy 1981. Lispocephala obscura ingår i släktet Lispocephala och familjen husflugor. Inga underarter finns listade i Catalogue of Life.